# Intabulierung
Intabulierung (oder Intavolierung) ist ein Übertragungsverfahren von Musik für Singstimmen (Vokalmusik) zur Instrumentalmusik in der Zeit zwischen 1400 und etwa 1630 zur Gewinnung musikalischer Stücke für Orgel und für Laute, die von vielen Musikern, besonders auch von Komponisten angewandt wurde.

## Geschichtliche Ausgangssituation
Die europäische Musik des frühen Mittelalters erklang vor allem durch Singstimmen und war zunächst einstimmig (Gregorianischer Choral). Ab dem 12. Jahrhundert setzte eine Entwicklung zur Mehrstimmigkeit ein (Notre-Dame-Schule), die im 13. Jahrhundert zur Motette führte, der ein Cantus firmus zugrunde lag. Diese Mehrstimmigkeit wurde anfangs improvisiert (zweistimmig in Quinten- und Oktavparallelen, später Terzenparallelen), anschließend wurde die zweite Stimme unabhängiger, eine dritte Stimme trat hinzu, bis sich zur schriftlichen Fixierung die Mensural-Notenschrift entwickelte.
Das Anliegen, vokale Kompositionen instrumental auszuführen, hat vielschichtige Gründe. Eine wesentliche Rolle spielte hierbei der Wunsch nach weiterer Verfügbarkeit der vorhandenen Musik. Es kamen dafür nur solche Instrumente in Frage, auf denen mehrstimmiges Spiel möglich war, also Tasteninstrumente, und Saiteninstrumente, die gezupft wurden. Nachdem in den Kirchen mehr und mehr Orgeln gebaut wurden, eine eigenständige Orgelmusik aber nicht vorhanden war, war man darauf angewiesen, Stücke durch Übertragung von Vokalmusik zu gewinnen. Auf diese Weise war für die musikalische Begleitung des Gottesdienstes nicht mehr eine Gruppe von Sängern notwendig, vielmehr kann diese vom Organisten allein übernommen werden. Auch im weltlichen Bereich war es interessant, vorhandene mehrstimmige Musik auf Tasten- oder Saiteninstrumenten (insbesondere auf der Laute) für einen kleineren Kreis vorzutragen.

## Entstehung von Intabulierung
Vermutlich wird für das instrumentale Spiel von Vokalmusik zuerst die vorhandene notierte Fassung eines Stücks aus den Stimmbüchern verwendet worden sein, was eine gute Kenntnis der Mensuralnotenschrift voraussetzte. Zur Vereinfachung entwickelten sich daraus verschiedene Griffschriften (Tabulaturen), welche jeweils die Spielmöglichkeiten der Instrumente berücksichtigt haben. Diese Tabulaturen erlaubten es dem Spieler, den gesamten mehrstimmigen Satz mit einem Blick zu erfassen. Hinzu kam die Möglichkeit einer weiteren Ausgestaltung des Vorhandenen durch Verzierung oder Umspielung von Stimmen in lebhafterer Bewegung, also einer Bearbeitung. Die Aufzeichnungen solcher Bearbeitungen stellen die ersten Zeugnisse von Instrumentalmusik dar. Die dabei verwendete Notenschrift richtete sich nach dem vorgesehenen Instrument (Orgel-Tabulaturen und Lauten-Tabulaturen); sie unterscheidet sich grundsätzlich von der Mensural-Notenschrift und anderen Formen, die für Singstimmen verwendet wurden. Der Begriff der Intabulierung als Übertragung mehrstimmiger Vokalsätze wird dabei sowohl für den Bearbeitungsprozess wie für die Aufzeichnungsweise verwendet, weil beide eng miteinander verknüpft sind.

## Orgel-Intabulierung
Die früheste Form der Intabulierung geht von einer einstimmigen Vorlage aus und bot zweierlei Möglichkeiten. In der ersten Möglichkeit werden die einzelnen Noten der gegebenen Stimme durch mehrere Noten von kürzerer Dauer ersetzt (Umspielung; interne oder lineare Ausgestaltung). Bei der zweiten Möglichkeit dient die vorgegebene Stimme als Grundlage, zu der eine zusätzliche Stimme in lebhafterer Bewegung hinzugefügt wurde, so dass das Ergebnis der Intabulierung ein zweistimmiger Satz war (Bicinium; externe oder vertikale Ausgestaltung). Als gutes Beispiel für die zweite Art der Intabulierung gilt der Codex Faenza aus Italien kurz nach 1400, in dem die gegebenen gregorianischen Melodien in gleichmäßigen längeren Werten notiert sind und jeweils von einer neu erfundenen Oberstimme in weitaus schnelleren Figuren begleitet werden. Die gleichen Satzmerkmale werden in den wenigen deutschen Quellen aus derselben Zeit sichtbar und lassen somit den italienischen Ursprung der frühen deutschen Orgelmusik erkennen. In einer deutschen Tabulatur aus dem Jahr 1448 findet sich die charakteristische Mischung aus Mensuralnotation mit hinzugefügten Buchstabenzeichen.
Nachfolgend erlebte die Orgelmusik und damit die Kunst der Intabulierung eine erste Blütezeit. Dies ergibt sich aus der wachsenden Zahl schriftlicher Zeugnisse und aus der steigenden Stimmenzahl der Musikstücke, die bis zur Vierstimmigkeit ging (Arnolt Schlick). Daneben haben herausragende Komponisten aus der zweiten Hälfte des 15. Jahrhunderts, wie Conrad Paumann, und aus dem ersten Viertel des 16. Jahrhunderts, wie Johannes Buchner, nicht nur freie Kompositionen und aus Intabulierungen hervorgegangene Kompositionen geschaffen, sondern auch sogenannte Fundamentbücher (fundamenta organisandi) veröffentlicht. Diese stellen eine Anleitung für Orgelschüler dar, in welcher spieltechnische Grundlagen vermittelt und Hinweise für das Intabulieren und Improvisieren gegeben werden. Für den letztgenannten Zweck ist eine Sammlung von Mustern enthalten, in welchen Lösungen für verschiedene Intabulierungsprobleme dargestellt sind, z. B. Tonleiter-Ausschnitte oder Schlusswendungen.
Als umfangreichste und wichtigste Sammlung von Handschriften mit Orgelmusik des 15. Jahrhunderts gilt das Buxheimer Orgelbuch, das um 1470 entstanden ist, im Kartäuserkloster Buxheim bei Memmingen aufbewahrt wurde und sich seit 1883 in der Bayerischen Staatsbibliothek in München befindet. Es wurde im Umkreis von Conrad Paumann geschrieben und enthält von ihm zwei der erwähnten fundamenta mit 258 meist dreistimmigen Sätzen. Der größte Teil davon sind Intabulierungen deutscher Liedsätze; daneben sind Stücke italienisch-niederländischer und französischer Herkunft enthalten. Hinzu kommen 27 freie Orgelstücke, welche meist „Präambulum“ heißen. Die Notierung erfolgte nach der sogenannten deutschen Orgeltabulatur: die Oberstimme befindet sich auf sieben Linien in Mensuralnotation, während die beiden Unterstimmen, wie früher als Tenor und Contratenor bezeichnet, in zwei darunter liegenden Zeilen mittels Buchstaben notiert sind; die rhythmische Markierung erfolgte durch Punkte und Striche. Durch diese Schreibweise wird der Vorrang der kolorierten Oberstimme gegenüber den Unterstimmen eindeutig hervorgehoben. Insgesamt gesehen stellt eine solche Intabulierung in der Musikgeschichte die früheste Form einer Bearbeitung dar.
Eine besondere Beachtung verdienen in diesem Zusammenhang auch die beiden Versettensammlungen von Antonio de Cabezón. Solche Versetten wurden für das abwechselnde Musizieren der Orgel mit einem Chor verwendet. In seiner Sammlung „Fabordon y glosas“ werden einfache vierstimmige Versetten jeweils mit solchen zusammengestellt, in denen je eine Stimme verziert ist. In der Sammlung „Salmodia para principiantes“ wird die Kunst vorgeführt, einen Cantus firmus in allen Stimmen eines vierstimmigen Satzes durchzuführen. Beide Sammlungen können als höchst geistreiche didaktische Musik angesehen werden, in der kunstvolle Intabulierung und Lehrwerk ineinander übergehen.
Mit Beginn des 17. Jahrhunderts endet die Kunst der Intabulierung für die Orgelmusik, nachdem mit der musikalischen Praxis des Generalbasses ein grundlegender Wandel in der Funktion der einzelnen Stimmen bei der mehrstimmigen Musik eingetreten war. Ab dieser Zeit wurde der Begriff in abgewandeltem Sinne verwendet; so heißt beispielsweise bei Girolamo Frescobaldi die Zusammenziehung sämtlicher Stimmen einer Komposition auf zwei Liniensysteme „Intavolatura“.

## Lauten-Intabulierung

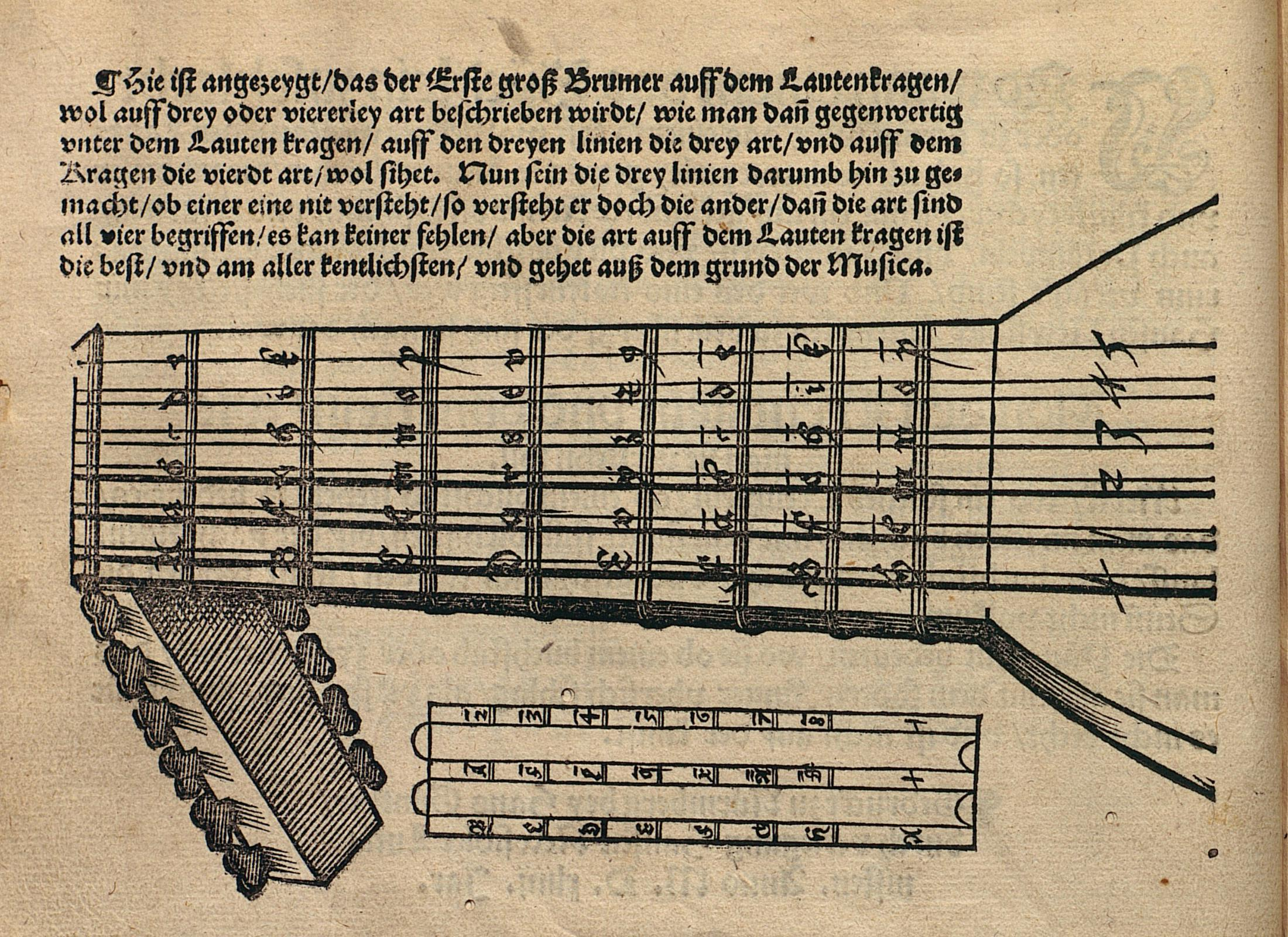
Lautentabulatur von Hans Newsidler

Erst relativ spät entstand in Abgrenzung zur Intabulierung für die Orgel eine solche für die Laute. So unterscheidet Hans Newsidler, bedeutender deutscher Lautenist des 16. Jahrhunderts, den kolorierten Orgelstil von dem neuen Lautenstil „mit Leufflein“. Die Verzierung und Kolorierung von Melodien erfolgten für die Laute wesentlich sparsamer, oder man beschränkte sich gänzlich auf die originalgetreue Wiedergabe einer vokalen Vorlage. Eine der früheren Aufzeichnungsweisen war die deutsche Lautentabulatur, eine recht komplizierte Mischschrift aus Buchstaben, Zahlen und anderen Zeichen, letztere insbesondere für den Rhythmus (Beispiel: die Intabulierung des Vokalsatzes „Si dormiero“ von Heinrich Finck).
Eine frühe „Underweisung“, wie eine solche Intabulierung durchgeführt wird, findet sich 1523 bei Hans Judenkönig.
Die französische Lautentabulatur, die auch in England, den Niederlanden und in Polen verwendet wurde, war dagegen wesentlich anschaulicher und setzte sich deshalb ab 1620 auch in Deutschland durch. Die waagrechten Linien stellen die Chöre (Saiten) des Instruments dar, auf denen die Bundfortschreitungen durch Buchstaben notiert waren. Zur Darstellung des Rhythmus wurden die Striche und Fähnchen der Mensuralnotation verwendet, die innerhalb eines Stücks jeweils so lange gültig waren, bis das nächste Zeichen erschien. Nahe verwandt hierzu ist die italienische Lautentabulatur, in der statt Buchstaben Zahlen verwendet wurden und die Reihenfolge der Chöre genau umgekehrt dargestellt ist. Auf die reichliche Verwendung von Koloraturen und Verzierungen bei der Lautenmusik hat man vermutlich deswegen verzichtet, weil diese Instrumente viel besser für das Ensemblespiel geeignet waren als beispielsweise die Orgel. Allzu viele Verzierungen würden hier nur stören. Tabulaturen für mehrere Lauten sind bei Francesco Spinacino ab 1507 überliefert; auch das Zusammenspiel mit anderen Melodieinstrumenten gewann an Interesse. Von herausragender Bedeutung wurde jedoch die Lautenbegleitung von einem oder mehreren Sängern.
Das Prinzip der Lautentabulatur war noch im 18. Jahrhundert gebräuchlich. In abgewandelter Form hat sie sich bis heute in der modernen Schreibweise für Gitarren erhalten: Die Akkordbuchstaben über einer Melodie können als „direkte Griffschrift“ anstelle einer „indirekten Klangschrift“ (mittels Noten) angesehen werden.